# Романова, Галина Фёдоровна
Галина Фёдоровна Романова (25 декабря 1918, Романково, Екатеринославская губерния — 3 ноября 1944, Плётцензее) — советский врач, участница Великой Отечественной войны, деятельница антифашистской организации «Интернациональный союз».

## Биография
Родилась 25 октября 1918 года в деревне Романково (ныне исторический район города Каменское), крещена в местной церкви. Отец — Фёдор Петрович Романов, кузнец Днепровского завода. Мать — Ирина Павловна Романова.
Училась в 30-й школе в течение семи лет, позднее обучалась в медицинском училище и Днепропетровском медицинском институте. Состояла в комсомоле, откуда была вскоре исключена как дочь «врага народа»: 10 июня 1937 её отец, обвинявшийся в контрреволюционной деятельности, был расстрелян, но о его судьбе родным ничего не сообщили. Только чудом Галину не исключили из института. В августе 1941 года институт был эвакуирован в Ставрополь, а Галина уже была на пятом курсе обучения.
С дозволения генерального комиссара округа Днепропетровск Николауса Зельцнера некоторые учебные заведения Днепропетровска продолжили работать (в том числе Государственный университет), и 24 января 1942 отдел здравоохранения областной управы уведомил декана медицинского факультета В. Архангельского о продолжении занятий на выпускном курсе (медицинский факультет был самый многочисленный в Государственном университете). Галина осознавала, что её обязательно заберут в Германию на принудительные работы, но продолжала заниматься. 
1 июля 1942 года она уже как обладательница диплома врача в составе группы медиков из 125 человек отправилась в Германию: в течение месяца она проходила практику в Иенском университете. После окончания практики была назначена лагерным врачом в Берлине, позднее работала в Вильдау. Преимущественно лечила «остарбайтеров», прибывавших на принудительные работы.
Галина проживала на квартире у немки и поддерживала связь с матерью, которой немецкие власти обещали материальную помощь — дочь регулярно отправляла письма на родину. Однако с декабря 1942 года она начала работать в Ораниенбурге, куда отправляли молодёжь из оккупированных европейских стран. Она помогала всем пострадавшим на производстве, а также боролась с апатией среди молодёжи. С каждым днём она понимала, что жизнь в Германии представляется уже не такой красочной, как утверждала немецкая администрация. В какой-то момент она приняла решение вступить в Движение Сопротивления, не выдержав тяжести жизни в Германии и постоянные издевательства над её пациентами. Считается, что ещё во время учёбы Галина установила связи с антифашистским подпольем Днепропетровской области (в том числе и с Днепродзержинском).
В мае 1943 года Галина вступила в антифашистский «Интернациональный союз», образованный в апреле 1943 года и ведомый старостой лагеря фирмы «Шварцкопф», которого звали Николай Романенко. Романенко устроил ей встречу с эмигрировавшим из России берлинским химиком Константином Задкевичем, с которым Галина подружилась. Задкевич предупреждал, что война приближается к границам Германии, и нужно сделать всё возможное, чтобы советская власть не устраивала расправу над остарбайтерами, а признала их как героев Движения Сопротивления. Уже потом Константин утверждал, что после встречи с антифашистами «снова почувствовал себя русским». Благодаря Константину Галина встретилась с ещё одним деятелем антифашистского подполья, доцентом медицинского факультета Берлинского университета Георгом Гроскуртом, который входил в состав ещё одной антифашистской организации социалистического толка, «Европейский союз». Гроскурт читал лекции в университете Иены для врачей из Восточной Европы и вызвал доверие Галины.
Позднее Галина познакомилась с рядом французских и бельгийских рабочих, готовых действовать и бороться за победу Антигитлеровской коалиции. По предложению руководства члены «Интернационального» и «Европейского союзов» стали составлять зашифрованные письма: в советскую группу вошли Николай Романенко, Галина Романова, Александр Хомлов, Пётр Зозуля, Иван Лесик и Михаил Занчаровский, а во французскую — Жан Кошон и Владимир Бойслер. Передавать письма должен был администратор отеля «Бристоль» швед Гульбринг в посольства СССР и Франции в Швеции: вручал их лично Задкевич. Однако 4 октября 1943 Задкевича арестовало гестапо, и тот выдал всех заговорщиков. Спустя два дня гестапо арестовало всех членов организации. Галину бросили в тюрьму Герден (Бранденбург), а вскоре инспектор по уголовным делам из Берлина, гестаповец Габекер передал дело в трибунал — Галину тут же перевели в Плётцензее.
18 февраля 1944 генеральный прокурор Эрнст Лауц огласил обвинительный акт, в котором всех арестованных обвиняли в антигосударственной деятельности и попытке помощи военно-политическим противникам Третьего рейха. Романова была названа главной виновницей, поскольку вербовала рабочих в антифашистское подполье и связывалась со своими земляками. 27 апреля 1944 председатель трибунала судья Роланд Фрайслер (он позднее судил Юлиуса Фучика и участников заговора 20 июля 1944) приговорил к смерти шесть человек: среди них была и Галина Романова. Перед исполнением приговора Галина Романова попросила передать своей подруге Валентине Круподёр семейную фотокарточку, на которой написала прощальные слова своей семье в местечко Каменское, которое уже тогда было освобождено от немцев.
3 ноября 1944 года Галина Фёдоровна Романова была казнена на гильотине.

## Память
- Имя Галины Романовой носила одна из групп Днепропетровского медицинского института.
- В Каменском (бывшем Днепродзержинске) имя Галины Романовой носит улица.
- В Ораниенбурге (Германия) одна из улиц названа  именем Галины Романовой.
- В Каменском школа № 5 носит имя в честь Галины Романовой
- В мае 1965 года во дворе школы-интерната № 3 города Днепродзержинска был открыт памятник[6].
- Указом Президиума Верховного Совета СССР от 28 сентября 1967 года Галина Фёдоровна Романова посмертно награждена медалью «За отвагу».